# Cyanomitra cyanolaema
Cyanomitra cyanolaema е вид птица от семейство Nectariniidae.

## Разпространение
Видът е разпространен в Ангола, Камерун, Централноафриканска република, Република Конго, Демократична република Конго, Кот д'Ивоар, Екваториална Гвинея, Габон, Гана, Гвинея, Кения, Либерия, Нигерия, Руанда, Сиера Леоне, Танзания, Того и Уганда.